# Tyrell Biggs
Tyrell Biggs, född den 22 december 1960 i Philadelphia, Pennsylvania, är en amerikansk boxare som tog OS-guld i supertungviktsboxning 1984 i Los Angeles. 
1982 vann amerikanen guld även i amatör-VM i München.